# Sid et Marty Krofft
Sid Krofft et Marty Krofft sont des scénaristes et producteurs de séries télévisées américains, nés le 30 juillet 1929 à Athènes et le 9 avril 1937 à Montréal. Le duo est célèbre pour avoir produit de nombreux programmes populaires pour la jeunesse dans les années 1960, 70 et 80 à la télévision américaine. Ils continuent à produire des séries sur les chaînes de télévision.

## Biographie
La famille Yolas originaire de Grèce venue s'installer dans les années 1930 au Canada déménagea dans les années 1940 et partit de Montréal vers Providence dans l'État de Rhodes Island, aux États-Unis. Le père fit vivre sa famille en vendant des horloges. Son métier l'amena à faire de fréquents voyages de villes en villes. Après un nouveau déménagement à New York, le jeune Sid décide de devenir marionnettiste en travaillant dans le vaudeville. Cela l'amènera à travailler pour le célèbre Ringling Bros. and Barnum & Bailey Circus. Il crée dans les années 1940 un one-man puppet show intitulé The Unusual Artistry of Sid Krofft qui l'amènera à faire un tour du monde. Son père l'accompagnera à cette occasion à Paris. Son jeune frère Marty, resté à New York avec les marionnettes de son frère aîné continuera la scène avec succès. C'est au cours des années 1950 que les deux frères feront équipe avec un nouveau spectacle surnommé Les Poupées de Paris avec des thèmes plus adultes.

Dans les années 1960, les deux frères prennent le chemin d'Hollywood où ils sont déjà connus et travaillent notamment pour le studio Hanna-Barbera où ils conçoivent les designs et costumes de l'émission live Banana Splits, diffusée sur NBC et qui durera deux saisons de 1968 à 1970. Leur première série intitulée H.R. Pufnstuf racontant les aventures d'un jeune enfant prisonnier d'un monde alternatif où vivent des monstres colorés et des sorcières. Si la série ne durera pas plus d'une saison, son succès permet aux deux frères de poursuivre l'aventure et de créer toute une suite de séries sur le même concept. Ils ont aussi produit de nombreuses variétés avec des groupes de chanteurs et danseurs qu'ils ont lancés.

La plupart des shows ont été de durée limitée de format court (de 15 à 25 minutes) avec des budgets restreints. Les concepts assez révolutionnaires pour l'époque ont permis aux deux frères d'aborder des genres très divers, que ce soit de la science-fiction à la fantaisie ou le fantastique. L'expérience en matière de marionnettisme a permis de créer des mondes ludiques et proche des enfants.

## Séries télévisées
- 1969-1970 : H.R. Pufnstuf (17 épisodes)
- 1970-1971 : The Bugaloos (17 épisodes)
- 1971-1972 : Lidsville (17 épisodes)
- 1973-1974 : Sigmund and the Sea Monsters (29 épisodes)
- 1974-1976 : Land of the Lost (43 épisodes)
- 1975-1976 : Far Out Space Nuts (15 épisodes)
- 1975-1976 : The Lost Saucer (16 épisodes)
- 1976 : Electra Woman & Dyna Girl (16 épisodes)
- 1976-1977 : Wonderbug (22 épisodes)
- 1976-1977 : Dr. Shrinker (16 épisodes)
- 1977-1979 : Bigfoot and Wildboy (28 épisodes)
- 1978-1979 : Horror Hotel (13 épisodes)
- 1978-1979 : The Lost Island (13 épisodes)
- 1984 : Pryor's Place (13 épisodes)
- 1987-1989 : D.C. Follies (33 épisodes)
- 1991-1992 : Land of the Lost (26 épisodes)
- 2002-2003 : Family Affair (16 épisodes)
- 2015- en cours : Mutt & Stuff (72 épisodes)